# Augenotus
Augenotus là một chi bọ cánh cứng trong họ 
Elateridae.
Chi này được miêu tả khoa học năm 1977 bởi Gullan.

## Các loài
Các loài trong chi này gồm:
- Augenotus aurantius Gullan, 1977
- Augenotus australis (Candèze, 1859)
- Augenotus quadriguttatus (Erichson, 1842)